# Сражение на Тальяменто (1797)
В сражении на Тальяменто (ит. Tagliamento) или сражении при Вальвазоне, произошедшем 16 марта 1797 года во время войны Первой коалиции эпохи французских революционных войн, французская Итальянская армия Наполеона Бонапарта атаковала австрийскую армию эрцгерцога Карла у переправы через реку Тальяменто и разбила её, заставив отступить на северо-восток.

## Перед сражением
После капитуляции Мантуи 2 февраля 1797 года Бонапарт начал наступление с целью прорвать оборону австрийской армии и вторгнуться в Австрию. Тем временем австрийский император Франц II отозвал эрцгерцога Карла из Германии, успешно действовавшего на Рейнском театре военных действий, и поставил задачу удержать северо-восточную Италию.
Французам нужно было переправиться через Пьяве и Тальяменто на глазах у австрийской армии и обойти её правый фланг, чтобы раньше её занять ущелья Понтебба. Дивизия Массены, выступив из Бассано, переправилась в горах через Пьяве, разбила дивизию Люзиньяна, преследовала её, захватив несколько пушек и 600 пленных, среди которых был сам генерал Люзиньян, и отбросила остатки дивизии за Тальяменто, овладев Фельтре, Кадоре и Беллуно. 12 марта дивизия Серюрье выступила к Азоло, переправилась на рассвете через Пьяве, двинулась на Конельяно, где находилась австрийская главная квартира, и таким образом обошла все дивизии, оборонявшие нижнюю Пьяве. Это позволило дивизии Гюйо произвести в 2 часа пополудни того же дня переправу в Оспадалетто, перед Тревизо. В тот же день дивизии Серюрье и Жана Жозефа Гюйо с главной квартирой остановились в Конельяно. Дивизия Бернадота, вышедшая из Падуи, соединилась с ними на следующий день.
Эрцгерцог Карл выбрал для сражения долину мелководной реки Тальяменто. На ней было удобно действовать его хорошей и многочисленной кавалерии. Арьергард австрийцев пытался ночью задержаться в Сачиле, но был выбит оттуда 13 марта генералом Гюйо. Эрцгерцог, прикрывшись Тальяменто, надеялся выиграть несколько дней, что дало бы время гренадерской дивизии, шедшей с Рейна и уже прибывшей в Клагенфурт, усилить дивизию Очкая, действовавшую против Массены, так как колонна Очкая и остатки дивизии Люзиньяна не были больше способны остановить Массену. Между тем Понтеба была самой короткой дорогой и естественным направлением для прикрытия Вены.
Французская армия встала вместе с главной квартирой перед Вальвазоне, на правом берегу Тальяменто, имея слева дивизию Гюйо, в центре — дивизию Серюрье и справа — дивизию Бернадота.

Австрийская армия, почти равная по силе, была построена в таком же порядке на противоположном берегу. Справа, у Туррида и Ривиса, стояла дивизия князя Рёйсс — Плауэна, слева, у Кодройпо и перед переправой у Понте-делла-Делиция, - генерала Шульца. Дивизия Зекендорфа была в резерве перед Бертиоло. На левом крайнем фланге между Кодройпо и Камино-аль-Тальяменто стояла австрийская кавалерия, расположенная в два эшелона. Селения Туррида, Ривис, Биауццо и Кодройпо были укреплены и заполнены пехотой. 

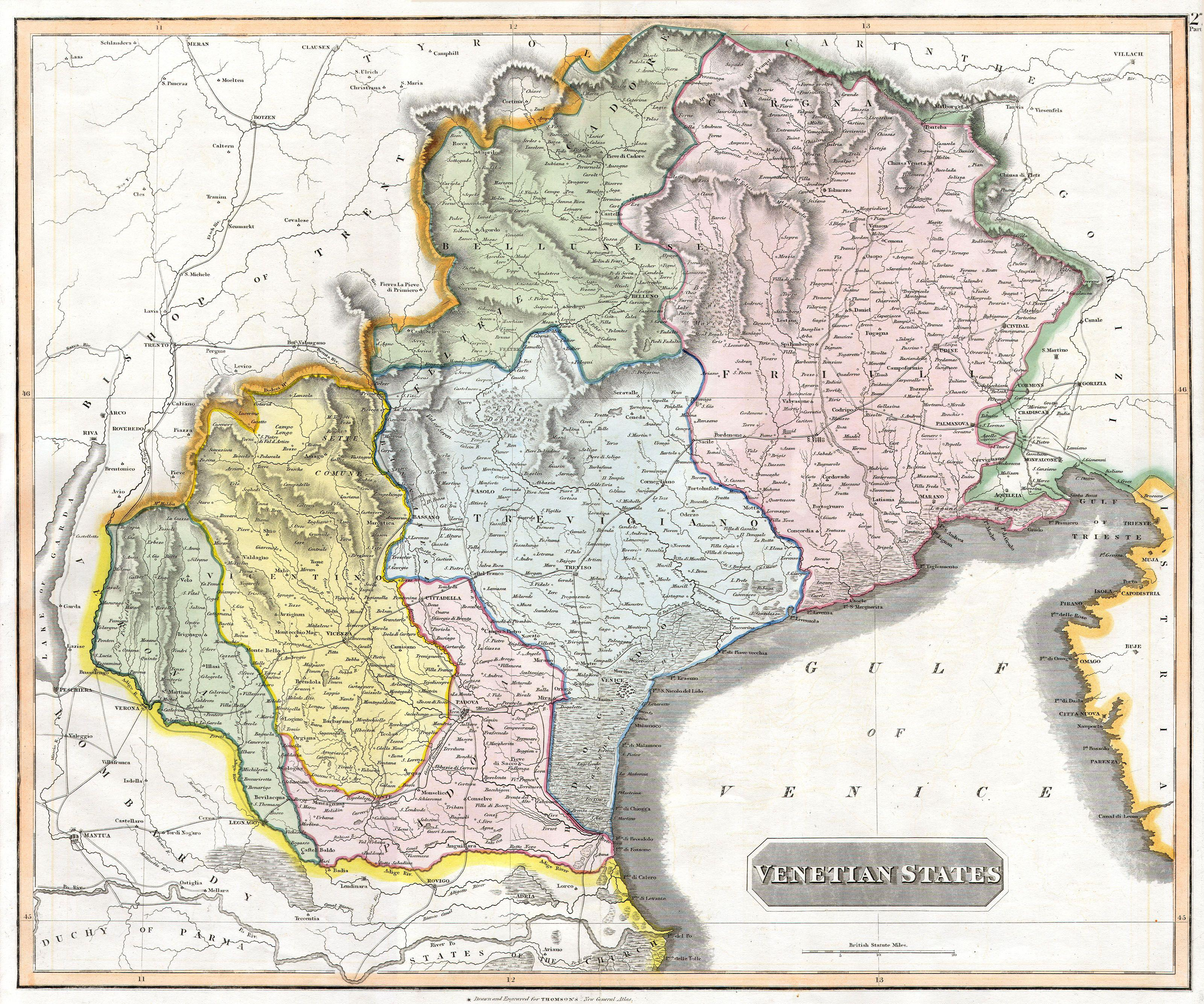
Театр военных действий на карте 1814 г.

## Ход сражения
16 марта, в 9 часов утра, обе армии вступили в сражение. Канонада началась на обоих берегах Тальяменто. Лёгкая кавалерия произвела несколько атак через этот мелководный горный поток. Французская армия, видя, что противник слишком хорошо подготовил позицию, прекратила огонь, расположилась на биваке и принялась за обед. Это ввело эрцгерцога в заблуждение: он подумал, что она остановила наступление, потому что шла всю ночь. Он отвёл войска назад и вернулся в свой лагерь.
Но два часа спустя, когда всё успокоилось, в три часа дня, французская армия неожиданно вновь встала в ружьё. Дюфо во главе авангарда дивизии Гюйо и Мюрат с авангардом дивизии Бернадота, поддерживаемые каждый своей дивизией, перешли реку. Противник бросился к оружию, но к этому времени вся первая линия успела переправиться и приняла на другом берегу боевой порядок. Орудийный и ружейный огонь разгорелся со всех сторон. Лёгкая кавалерия, приданная этим двум дивизиям, находилась на правом и левом флангах. Дивизия кавалерийского резерва генерала Дюгуа и дивизия Серюрье переправились через реку тотчас же, как только первая линия удалилась на 100 туазов от берега, и образовали вторую линию. После нескольких часов боя и ряда пехотных и кавалерийских атак австрийцы, будучи отброшены при атаках к деревням Градиска и Кодройпо и видя себя обойдённым вследствие удачной атаки дивизии генерала Дюгуа, начал отступать, оставив своему победителю восемь орудий и пленных.
В это же время, услышав первые пушечные выстрелы, Массена переправился через реку в Сан-Даниеле. Он здесь почти не встретил сопротивления, овладел Озоппо — этим ключом понтебского шоссе и венецианской Киузы, который противником как следует на охранялся. Ущелья Понтебба оказались, таким образом, в его власти. Остатки дивизии Очкая он отбросил на Тарвизио.

## Результаты
Потеряв 500 человек, французы нанесли австрийцам 700 потерь и захватили шесть орудий.
На следующий день французская дивизия Бернадота окружила австрийскую колонну и заставила её сдаться у Градиска д'Изонцо. Всего было захвачено 2500 австрийских солдат, 10 артиллерийских орудий и восемь знамён. Путь на перевал Тарвизио для французской армии был открыт.